# Taddl
 (novembre 2023).
La mise en forme du texte ne suit pas les recommandations de Wikipédia : il faut le « wikifier ».
Les points d'amélioration suivants sont les cas les plus fréquents. Le détail des points à revoir est peut-être précisé sur la page de discussion.
- Les titres sont pré-formatés par le logiciel. Ils ne sont ni en capitales, ni en gras.
- Le texte ne doit pas être écrit en capitales (les noms de famille non plus), ni en gras, ni en italique, ni en « petit »…
- Le gras n'est utilisé que pour surligner le titre de l'article dans l'introduction, une seule fois.
- L'italique est rarement utilisé : mots en langue étrangère, titres d'œuvres, noms de bateaux, etc.
- Les citations ne sont pas en italique mais en corps de texte normal. Elles sont entourées par des guillemets français : « et ».
- Les listes à puces sont à éviter, des paragraphes rédigés étant largement préférés. Les tableaux sont à réserver à la présentation de données structurées (résultats, etc.).
- Les appels de note de bas de page (petits chiffres en exposant, introduits par l'outil «  Source ») sont à placer entre la fin de phrase et le point final[comme ça].
- Les liens internes (vers d'autres articles de Wikipédia) sont à choisir avec parcimonie. Créez des liens vers des articles approfondissant le sujet. Les termes génériques sans rapport avec le sujet sont à éviter, ainsi que les répétitions de liens vers un même terme.
- Les liens externes sont à placer uniquement dans une section « Liens externes », à la fin de l'article. Ces liens sont à choisir avec parcimonie suivant les règles définies. Si un lien sert de source à l'article, son insertion dans le texte est à faire par les notes de bas de page.
- La présentation des références doit suivre les conventions bibliographiques. Il est recommandé d'utiliser les modèles {{Ouvrage}}, {{Chapitre}}, {{Article}}, {{Lien web}} et/ou {{Bibliographie}}. Le mode d'édition visuel peut mettre en forme automatiquement les références.
- Insérer une infobox (cadre d'informations à droite) n'est pas obligatoire pour parachever la mise en page.

Pour une aide détaillée, merci de consulter Aide:Wikification.
Si vous pensez que ces points ont été résolus, vous pouvez retirer ce bandeau et améliorer la mise en forme d'un autre article.
Taddl (né le 1er septembre 1994 à Rothe en Bavière), de son vrai nom Daniel Tjarks, est un rappeur, chanteur et beatboxeur allemand. Il était le leader de l'ancien groupe de Hip-Hop appelé Dat Adam et devient un phénomène en tant que TJ_beastboy à partir de 2017, mais aussi TJ_babybrain depuis 2019. Il devient populaire auprès des adolescents grâce à Youtube, en tant que producteur indépendant. 

## Apparition dans les médias

### Vidéos Web et diffusions en direct

#### Chaîne Taddl
Daniel Tjakrs, qui a grandi dans la commune de Großefehn dans la Frise-Orientale, commence dès son plus jeune âge en créant des films d'animation. Tjarks devient finalement connu à seulement 15 ans grâce à sa chaine Youtube Taddl, créée le 11 septembre 2009 sous le nom de MeatcakeTV. Au début, il publie des animations et des messages. Durant cette période, il collabore souvent avec Applewar Pictures, grâce auquel il rencontrera son futur collègue Dat Adam. En novembre 2012, il commence une série appelée What The Fact!? – Unnützes Wissen sur sa chaine MeatcakeTV, un format qui deviendra rapidement le contenu principal de celle-ci. Dans ces vidéos, il présente 20 faits qu'il trouve drôle, intéressant mais également inutiles. Un Wookiee apparaissait toujours lors du générique de fin de cette série, au point d'en devenir la mascotte. Sa marque de fabrique la plus connue est depuis ses débuts sa voix grave et puissante d'autant plus surprenante lorsqu'il était adolescent. En tout, 59 épisodes seront postés, chacun générant entre 500 000 et 1,9 million de vues. Plus tard, il apparaît dans quelques vidéos d'autres Youtubeurs tels que Ardy ou Cengiz. En juin 2014, il met fin à sa série par manque de temps et répertorie toutes ses vidéos en privée début 2015. Il explique lors de déclarations qu'il n'arrive plus à s'identifier à ce contenu. 
Avant la suppression des vidéos en février 2015, la chaîne compte 860 000 abonnés et près de 55 millions de visionnages. De ce fait, il devient la 35ème chaîne YouTube allemande la plus suivie.  
Tjarks sera un streamer Twitch actif et régulier entre 2017 et 2021, et utilise à nouveau sa chaîne "Taddl" afin de poster ses streams sur YouTube. Ses activités principales ont, entre autres, étaient des Let's Plays, le format Just Chatting avec ses fans, les séries réactions avec Jay Jiggy, des sessions de beat box et parfois de la production de musique.  

## Discographie
Article annexe : Dat Adam

### Albums studios
| Année | Titre Label               | Classement des ventes | Classement des ventes | Classement des ventes |
| Année | Titre Label               | Allemagne             | Autriche              | Suisse                |
| ----- | ------------------------- | --------------------- | --------------------- | --------------------- |
| 2017  | Cy-Beast Lvl1 Hydra Music | 26è (2 semaines)      | 10è (2 semaines)      | 30è (1 semaine)       |

### EP
D'autres EP
- 2019 : Ordinary Feelings (en tant que TJ_babybrain)
- 2019 : Hyperreal Ravelord (en tant que TJ_beastboy)
- 2020 : Paranormal Flowmachine (en tant que  TJ_beastboy)
- 2021 : Supersonic Workaholic (en tant que TJ_beastboy)
- 2021 : Private Folder (en tant que TJ_babybrain)
- 2021 : Explicit Content (en tant que TJ_babybrain)
- 2021 : Humanoid Flamethrower (en tant que TJ_beastboy)

### Singles
| Année | Titre Album                     | Classement des ventes          | Classement des ventes | Classement des ventes |
| ----- | ------------------------------- | ------------------------------ | --------------------- | --------------------- |
| Année | Titre Album                     | Allemagne                      | Autriche              | Suisse                |
| 2014  | Roadin' Motus                   | 22è (3 semaines)               | 5è (4 semaines)       | 46è (1 semaine)       |
| 2014  | Mula Motus                      | 42è (2 semaines)               | 40è                   |                       |
| 2019  | 1000x Cooler Hyperreal Ravelord | 89è (disque d'or) (5 semaines) |                       |                       |
| 2020  | $w4g Paranormal Flowmachine     |                                |                       |                       |

Tous ses singles
- 2018: Flip It/Skip It (en tant que TJ_beastboy) avec
- 2018: Dreifaches_x (en tant que TJ_babybrain avec wavvyboi)
- 2019: Die Coolsten! (en tant que TJ_beastboy)
- 2019: Aus Versehen – Freestyle (en tant que TJ_beastboy)
- 2019: Cyber -> F.Gen (en tant que TJ_beastboy)
- 2019: B4ller (en tant que TJ_beastboy)
- 2019: Take the Lead (en tant que TJ_beastboy)
- 2019: Selfm4de (en tant que TJ_beastboy)
- 2019: Forgotten Children (OST) (en tant que TJ_babybrain)
- 2019: J4p4n (feat. J $tash) (en tant que TJ_beastboy)
- 2020: Lvl Up (en tant que TJ_beastboy)
- 2020: Geisteskra$$ (en tant que TJ_beastboy avec Dyzzy)
- 2020: Hu5tle!!! (en tant que TJ_beastboy avec Fliggsy)
- 2021: Cringy (en tant que TJ_beastboy)
- 2021: Keine Chain (en tant que TJ_beastboy avec Fliggsy)
- 2023: 29 Years (en tant que TJ_beastboy)
- 2023: UH YEAH [WAHNSiNN 01] (en tant que TJ_beastboy)
- 2023: PSYCHO [WAHNSiNN 02] (en tant que TJ_beastboy)

### Apparitions dans d'autres chansons
| Année | Titre Album            | Classement des ventes                 |
| ----- | ---------------------- | ------------------------------------- |
| 2022  | Bunny Bars (Osterhase) | 62è (pendant 3 semaines) en Allemagne |

Apparitions sur des blogs
- 2018: Shawty Flick von Sierra Kidd (feat. TJ_babybrain)
- 2018: Peanutbutter & Skittles von Faileezy (feat. TJ_beastboy)
- 2019: Piu Piu von Lulu (feat. TJ_beastboy)
- 2019: Brickchain von Young Mokuba (feat. TJ_beastboy)
- 2019: Sin City von Navy Westghost (feat. TJ_beastboy)
- 2019: Energy Up von Dyzzy (feat. TJ_beastboy)
- 2020: Wo ist der Jack????? von Fliggsy (feat. TJ_beastboy)
- 2023: Blitzeis von Mokuba (feat. TJ_beastboy)
- 2023: Wer bist du von Navy Westghost (feat. TJ_beastboy)

### Clips musicaux
| Année | Projet                 | Titre                                                               | Réalisation, montage, édition | Durée |
| ----- | ---------------------- | ------------------------------------------------------------------- | ----------------------------- | ----- |
| 2017  | Taddl                  | Ich roaste mich selbst (feat. Ardy)                                 | Daniel Tjarks                 | 2:09  |
| 2017  | TJ_beastboy & Mary Man | Good Morning                                                        | Daniel Tjarks                 | 2:52  |
| 2017  | TJ_beastboy & Mary Man | Modus                                                               | Daniel Tjarks                 | 3:35  |
| 2017  | TJ_beastboy & Mary Man | 9 Leben (feat. Young Mokuba)                                        | Daniel Tjarks                 | 2:55  |
| 2017  | TJ_beastboy & Mary Man | Insomnia (feat. Navy Westghost)                                     | Daniel Tjarks                 | 4:50  |
| 2017  | TJ_beastboy & Mary Man | Incoming Call                                                       | Daniel Tjarks                 | 1:09  |
| 2017  | TJ_beastboy & Mary Man | Sean Connery                                                        | Daniel Tjarks                 | 2:01  |
| 2018  | Taddl                  | Mr. Game & Watch                                                    | Daniel Tjarks                 | 1:45  |
| 2019  | TJ_beastboy            | Die Coolsten                                                        | Daniel Tjarks                 | 1:38  |
| 2019  | TJ_beastboy            | Cyber {\displaystyle \rightarrow } F. Gen (feat. John on a Mission) | Daniel Tjarks                 | 3:01  |
| 2019  | TJ_beastboy            | B4ller                                                              | Khaleel Fauser, Mirek Mirage  | 3:07  |
| 2019  | TJ_beastboy            | Take the Lead                                                       | Daniel Tjarks                 | 2:53  |
| 2019  | TJ_babybrain           | Just Another Day                                                    | Daniel Tjarks                 | 2:21  |
| 2019  | TJ_beastboy            | 1000x Cooler + W1nner                                               | Daniel Tjarks                 | 3:41  |
| 2020  | TJ_beastboy            | Lvl Up                                                              | Daniel Tjarks                 | 4:06  |
| 2020  | TJ_beastboy            | 300 Words in a Minute OneTake                                       | Daniel Tjarks                 | 1:12  |
| 2020  | TJ_beastboy            | Paranormal Flowmachine Live OneTake-Medley                          | Daniel Tjarks                 | 7:00  |
| 2020  | TJ_beastboy            | Geisteskra$$ (feat. Dyzzy)                                          | Daniel Tjarks                 | 3:13  |
| 2021  | TJ_beastboy            | Cringy                                                              | Daniel Tjarks                 | 1:51  |
| 2021  | TJ_babybrain           | The Journey Continues                                               | Daniel Tjarks                 | 1:37  |
| 2021  | TJ_beastboy            | Big Brains + Hella Sexy + Friday Night                              | Daniel Tjarks                 | 3:02  |
| 2021  | TJ_beastboy            | Weregarurumon + Ach komm                                            | Daniel Tjarks                 | 4:34  |
| 2021  | TJ_babybrain           | Low Battery                                                         | Daniel Tjarks                 | 1:27  |
| 2021  | TJ_beastboy            | Humanoid Flamethrower Live OneTake-Medley                           | Daniel Tjarks                 | 7:47  |
| 2023  | TJ_beastboy            | Rottweiler + Empty the Clip                                         | Daniel Tjarks                 | 2:58  |
| 2023  | TJ_beastboy            | Uh Yeah + Psycho                                                    | Daniel Tjarks                 | 2:46  |

Clips musicaux en tant qu'invité
| Année | Artiste                                            | Titre      | Réalisation, montage, édition  | Durée |
| ----- | -------------------------------------------------- | ---------- | ------------------------------ | ----- |
| 2017  | Posse (feat. Taddl, Marti Fischer und Vincent Lee) | Posse03    | B.A.                           | 9:26  |
| 2019  | Lulu (feat. TJ_beastboy)                           | Piu Piu    | Luna Darko                     | 3:04  |
| 2019  | Navy Westghost (feat. TJ_beastboy)                 | Sin City   | Khaleel Fauser, Karlifetz      | 3:26  |
| 2022  | Julien Bam (feat. Elif & Jay-C)                    | Bunny Bars | Julien Bam, Shawn Bu, Gong Bao | 2:51  |

## Disques
| Pays      | Disque d'or | Disque de platine | Ventes  | Source            |
| --------- | ----------- | ----------------- | ------- | ----------------- |
| Allemagne | 1           |                   | 200 000 | musikindustrie.de |